# Torsten Hanusch
Torsten Hanusch (* 4. Oktober 1967 in Weißwasser) ist ein deutscher Eishockeyverteidiger, der seit dem Ende seiner aktiven Karriere als Trainer und Manager aktiv ist. Bei seinem Heimatverein ES Weißwasser war er als Nachwuchstrainer und Interimstrainer der Profimannschaft aus  der 2. Eishockey-Bundesliga beschäftigt. Sein Sohn Steve ist ebenfalls Eishockeyspieler.

## Karriere
Hanusch begann seine Karriere als Eishockeyspieler bei den Jugendmannschaften von Dynamo Weißwasser, für die er viele Jahre aktiv war. Er spielte nach der Eingliederung der DDR-Eishockeyliga in die damals höchste deutsche Eishockeyliga 1990 beim zunächst in PEV Weißwasser umbenannten Verein bis 1992, als dem in ESW umbenannten Verein die Lizenz entzogen wurde. Neben mehreren Spielzeiten in der zweiten deutschen Liga spielte Hanusch auch zwei Saisons beim EC in Hannover. Als diese in die damals zweithöchste Eishockey-Oberliga abstiegen, kehrte er nach Weißwasser zurück. Er beendete seine aktive Karriere als Spieler nach seiner einzigen Saison in der damals drittklassigen 2003/04, an deren Ende die Lausitzer Füchse aus Weißwasser in die 2. Liga zurückkehrten.
Hanusch steht mit 590 Spielen an Platz 2 der Spieler, die die meisten Einsätze für die Lausitzer Füchse hatten, bei den Strafminuten steht er mit weitem Abstand sogar auf Platz 1, aber auch bei den besten Scorern der Lausitzer befindet er sich unter den Top 5.
Nach seiner Spielerkarriere wurde Hanusch als Nachwuchstrainer beim Stammverein ES Weißwasser engagiert und ist noch heute dort beschäftigt.

## Karrierestatistik
(Legende zur Spielerstatistik: Sp oder GP = absolvierte Spiele; T oder G = erzielte Tore; V oder A = erzielte Assists; Pkt oder Pts = erzielte Scorerpunkte; SM oder PIM = erhaltene Strafminuten; +/− = Plus/Minus-Bilanz; PP = erzielte Überzahltore; SH = erzielte Unterzahltore; GW = erzielte Siegtore; 1 Play-downs/Relegation; Kursiv: Statistik nicht vollständig)